# Robert Marjolin
Pour les articles homonymes, voir Marjolin.
Robert Marjolin, né à Paris le 27 juillet 1911 et mort le 15 avril 1986 dans la même ville, est un haut fonctionnaire, universitaire et homme politique français, qui a eu de hautes responsabilités dans le domaine économique tant en France qu'au sein de l'Union européenne.

## Biographie

### Années de formation
Issu d'une famille modeste, il travaille dès l'âge de 14 ans. Pendant cinq ans, il travaille à divers postes chez un coulissier, sorte d'agent de change informel traitant des valeurs non cotées officiellement. Vers 19 ans, il reprend ses études grâce à Georges Bourgin, directeur adjoint des Archives nationales. En effet Marjolin n'a pas le bac mais il obtient un diplôme qui sert d'équivalence. 
Bourgin lui fait écrire une thèse à partir d'archives inédites sur les famines consécutives à la chute de Napoléon. Cette thèse débouche sur le diplôme de l'Ecole pratique des hautes études qui ouvre l'accès aux études supérieures à Robert Marjolin. Il s'inscrit en philosophie. 
En juin 1931 il impressionne lors de l'examen le philosophe Célestin Bouglé qui s’intéresse à lui et décide dès le lendemain de l'envoyer en juillet 1931 à Londres, puis grâce à une bourse Rockefeller, à Yale, où il passe une année, de 1932 à 1933. À son retour, il rédige pour Bouglé, qui s’intéresse au syndicalisme, un document intitulé L’évolution du syndicalisme aux États-Unis. Après la guerre, il obtient l'agrégation en sciences économiques.

### Activités politiques dans les années 1930
En 1929, Robert Marjolin s'investit dans des mouvements socialistes. Dans les années 1930, il fait partie du groupe Révolution constructive, un groupe influencé par les idées planistes d'Henri De Man et dirigé dans le cadre de la SFIO par Georges Lefranc. Il quitte rapidement ce groupe, en même temps que Claude Lévi-Strauss (le futur anthropologue) et que Pierre Dreyfus (le futur PDG de Renault), car il se méfie du planisme.
Il est proche de personnalités variées : il côtoie aussi bien l'économiste libéral Charles Rist que l'homme politique socialiste Léon Blum. Ce dernier lui fait tenir à partir de 1934 la rubrique économique de son journal Le Populaire. Il est influencé par Élie Halévy et Célestin Bouglé. Au centre de documentation sociale, créé par ce dernier à l'ENS, il rencontre Raymond Aron, Georges Friedmann, Raymond Polin, Jean Stoetzel, Valentin Feldman.
Tout comme son ami Raymond Aron, il est, en 1936, très favorable au Front populaire. Il entre d'ailleurs à Matignon en tant que chargé de mission de Blum. Deux graves désaccords conduiront à son éloignement : le gouvernement n'engage pas la France auprès des Républicains espagnols, et la gestion économique lui paraît aberrante.
En effet, la volonté de pousser à l'expansion économique est contrariée par la réduction du temps de travail à 40 heures, ce qui enlève la possibilité matérielle d'accroissement de la productivité alors même qu'une nouvelle guerre s'annonce et que l'urgence commande, dès lors, d'accroître la production au maximum. La dénonciation des 40 heures sera une constante de Marjolin autant que pendant la guerre, depuis Londres et Washington, et après la guerre, lors de la création des plans de reconstruction.
En 1940, Marjolin est ajoint d'Emmanuel Monick, attaché financier français à Londres. En 1945, Marjolin devient l’adjoint de Jean Monnet au plan. Dans ses mémoires, il précise que la planification ne lui signifiait ni dirigisme ni socialisme : le plan ne doit pas être une fin en soi mais s'impose comme mode d'action lorsque le marché est neutralisé.

### Économiste
Pro-européen, ami de Raymond Aron, il est, en 1938, au moment du colloque Walter Lippmann, membre de l’Association des amis d’Élie Halévy et travaille à l’Institut Scientifique de Recherches Économiques et Sociales, dirigé par Charles Rist. Il est également en contact avec Lionel Robbins de la London School of Economics, qu’il verra souvent au Reform Club pendant la Seconde Guerre mondiale. Lorsque Jean Monnet, en 1943, est chargé par Charles de Gaulle de préparer le ravitaillement de la France, il le rejoint à Washington.

### Des responsabilités importantes dans le domaine économique
À la fin de la guerre, Robert Marjolin recrute Alexandre Kojève à la Direction de la recherche et des études économiques (DREE). En 1945, il est l’adjoint de Jean Monnet au plan, avant de devenir secrétaire général de l’OECE (Organisation européenne de coopération économique) de 1948 jusqu’au début 1955.
Il travaille ensuite au cabinet du socialiste Christian Pineau, ministre des affaires étrangères, et enseigne l'économie à l'université de Nancy. Au cabinet, il joue un rôle important dans la négociation du Traité de Rome signé le 25 mars 1957 créant la CEE (Communauté économique européenne).
Aux élections législatives de 1962, il est candidat investi par la SFIO dans la première circonscription de l'Allier.
Entre 1958 et 1967, il est le premier français à occuper le poste de vice-président de la Commission européenne, en tant que commissaire européen chargé de l’économie et des finances.
En 1962, avec Robert Triffin, économiste belgo-américain membre d’un think tank alors influent, le Conseil des relations étrangères (CFR) de New York, et conseiller économique du Comité d’action pour les États-Unis d’Europe de Jean Monnet, il élabore un programme d'action pour le deuxième étage de la Communauté économique européenne. Ce programme se proposait de réformer le traité de Rome dans le sens d'interprétation maximaliste de l'article 108, ouvrant la voie à la réalisation d'une Union économique et monétaire. Marjolin a également présenté des projets d'adaptation à l'échelle européenne de la planification française, sous l'appellation de "politique économique à moyen terme", qui l'opposent au gouvernement allemand ainsi qu'à son collègue, le commissaire Hans von der Groeben, défenseur de la politique de la concurrence.
Proche des socialistes, il n'est pas soutenu par le gouvernement français, et quitte donc la Commission européenne en 1967, pour être remplacé par Raymond Barre.
Après son départ de la Commission, il est membre du Conseil d'administration de la Royal Dutch Shell. Il est consulté comme expert des questions européennes (rapport Marjolin de 1975 sur l'Union économique et monétaire).
En 1984, il est élu membre de l'Académie des sciences morales et politiques au fauteuil de Edmond Giscard d'Estaing.

## Publications
- L'Evolution du syndicalisme aux États-Unis, 1936
- Prix, monnaie et production, essai sur les mouvements économiques de longue durée, 1941
- Le Travail d’une vie : mémoires, 1911-1986, Paris, Robert Laffont, 1986

## Archives
Les archives de Robert Marjolin ont été déposées à la Fondation Jean Monnet pour l'Europe.
Les archives de Robert Marjolin ont été remises à la Fondation Jean Monnet pour l'Europe par ses enfants en 1986. Ce fonds est classé et un inventaire a été réalisé. Il est librement consultable.
Les archives de Robert Marjolin sont notamment constituées de ses écrits, de ses discours, déclarations et cours, tout au long de ses activités de secrétaire général de l’OECE, d’économiste, de professeur, de conseiller d’affaires, d’expert et d’académicien.
Fonds Robert Marjolin (1934-1986) [papier ; 7.59 mètres linéaires d'archives].  Cote : CH-002032-0 ARM. Lausanne : Fondation Jean-Monnet pour l'Europe (présentation en ligne).